# XXIe gouvernement de la République (Espagne)
Seconde République espagnole
Santiago Casares Quiroga Giral I
Le XXIe gouvernement de la République (XXIe Gobierno de la Republica) est le gouvernement de la République espagnole en fonction le 19 juillet 1936, au début de la guerre civile.

## Contexte
Dans la nuit du 18 au 19 juillet 1936, à la suite de la démission de Santiago Casares Quiroga, Manuel Azaña, confie à Diego Martínez Barrio la difficile tâche de former un gouvernement qui pourrait éviter l'expansion du coup d'état. En d'autres termes, contrôler et contenir les syndicats, en empêchant la livraison d'armes, tenter de négocier avec les rebelles tout en s'assurant de la loyauté des dirigeants militaires qui n'ont pas participé au soulèvement. Constatant que ni du côté nationaliste avec Mola, ni du côté républicain avec Largo Caballero, personne ne veut véritablement négocier, Barrio remet la démission de son gouvernement.

## Composition
| Portefeuille                                           | Titulaires | Titulaires                    | Parti |
| ------------------------------------------------------ | ---------- | ----------------------------- | ----- |
| Président du Conseil                                   |            | Diego Martínez Barrio         | UR    |
| Ministre de l'Économie et des Finances                 |            | Enrique Ramos Ramos           | IR    |
| Ministre d'État                                        |            | Justino de Azcárate           | PNR   |
| Ministre de la Justice                                 |            | Manuel Blasco Garzón          | UR    |
| Ministre du Gouvernement                               |            | Augusto Barcia Trelles        | IR    |
| Ministre de la Guerre                                  |            | José Miaja                    | sans  |
| Ministre de la Marine                                  |            | José Giral                    | IR    |
| Ministre de l'Industrie et du Commerce                 |            | Plácido Álvarez-Buylla Lozana | sans  |
| Ministre de l'Instruction Publique et des Beaux-arts   |            | Marcelino Domingo             | IR    |
| Ministre des Travaux publics                           |            | Antonio Lara Zárate           | IR    |
| Ministre du Travail,de la Santé et du Bien-être social |            | Bernardo Giner de los Ríos    | UR    |
| Ministre de l'Agriculture                              |            | Ramón Feced                   | IR    |
| Ministre des Communications et de la Marine marchande  |            | Juan Lluhí                    | ERC   |
| Ministre sans portefeuille                             |            | Felipe Sánchez-Román          | PNV   |